# Hervé Ghesquière
Pour les articles homonymes, voir Ghesquière.
Hervé Ghesquière (prononcé [ge.kjɛʁ]), né le 5 février 1963 à Lille (Nord) et mort le 14 juin 2017 à Boulogne-Billancourt, est un journaliste de télévision français.
Il a été enlevé le 30 décembre 2009 en Afghanistan et libéré le 29 juin 2011. Les conditions de son enlèvement ont déclenché de vives critiques à son égard tant de la part des hommes politiques au pouvoir au moment des faits, que de militaires sur place et de certains de ses confrères.

## Biographie
Hervé Ghesquière passe sa jeunesse à Marcq-en-Barœul. Il est collégien et lycéen au lycée d'État mixte rue Calmette (aujourd'hui lycée Yves-Kernanec). Passionné de rugby il joue à l'Olympique marcquois,.
Hervé Ghesquière est un ancien étudiant de l'École de journalisme et de communication de Marseille (EJCM). Il est également l'un des intervenants réguliers de la licence professionnelle Joris à l'université de Valenciennes, diplôme qui forme au métier de journaliste reporter d'images. En son hommage, la promotion 2009-2010 a été rebaptisée « promotion Hervé-Ghesquière ».
En freelance, il couvre notamment la guerre de Croatie et réalise avec Agnès Vahramian les dernières images de Jean-Michel Nicolier vivant avant le massacre de Vukovar.
Il couvre ensuite la guerre de Bosnie-Herzégovine et le génocide au Rwanda avant d'être recruté par France Télévisions en 2005. Après avoir travaillé pour le magazine Pièces à conviction, il intègre le magazine Envoyé spécial en 2012.
En 2015, il passe cinq mois en Bosnie-Herzégovine et découvre un pays marqué par la guerre, où le fonctionnement de l'État est bloqué par la division entre les trois communautés serbe, croate et bosniaque, et dont les blessures pourraient en faire la nouvelle poudrière de l'Europe.
En décembre 2015, dans une lettre ouverte à Marine Le Pen, il s'indigne de son utilisation de photos de victimes de l'État islamique, ne voyant qu'un prétexte quand elle dit réagir au parallèle repris par Jean-Jacques Bourdin entre la montée du Front national et celle de l'islamisme en France,.
Il meurt le 14 juin 2017 à l'âge de 54 ans,, des suites d'un cancer du cerveau. Il est inhumé au cimetière de Trivaux à Meudon. Son épouse, Sandrine Ghesquière, décide de lui rendre hommage en créant le prix littéraire Hervé-Ghesquière en 2018.

## Enlèvement et négociations
Dans le cadre du magazine Pièces à conviction, Hervé Ghesquière, son collègue journaliste reporter d'images Stéphane Taponier et leurs accompagnateurs (Reza, leur traducteur, Ghullum, le chauffeur et Satar le conducteur), finissent un reportage dans la province de Kâpîssâ en Afghanistan pour France 3, sans escorte afin de pouvoir interroger des habitants de la région, lorsqu'ils sont pris en otages le 30 décembre 2009 par un groupe de talibans sous les ordres d'un commandant de la province de Kâpîssâ qui selon la DGSE avait participé à l'embuscade d'Uzbin.
Les militaires français en Afghanistan, qui sont majoritairement déployés dans cette province de Kâpîssâ, bouclent alors la frontière de celle-ci avec le Pakistan afin d'empêcher toute exfiltration. Les ravisseurs et leurs otages sont d'abord localisés par des Forces spéciales américaines qui n'interviennent pas, jugeant l'opération trop risquée. Ils sont localisés à nouveau peu après par les troupes françaises mais se déplacent constamment à pied. Commence alors une période de recherche de négociateurs fiables et de négociations menée par la DGSE, rendues difficiles par la multiplicité des groupes (Hezb-e-Islami, le parti islamique, talibans, groupes mafieux). Fin février 2010 une libération semble imminente, le président Nicolas Sarkozy appelle même la compagne d'un des otages pour annoncer cette libération mais celle-ci ne se fait pas. Une vidéo des otages a été réalisée par leurs ravisseurs, pour demander la libération de prisonniers talibans en échange de celle des otages. Après une longue période de silence, les talibans disent le 1er janvier 2011 avoir enlevé les journalistes parce qu'ils se livraient à de l'espionnage, et accusent le gouvernement d'ignorer leurs exigences. 
Les otages ont été libérés le 29 juin 2011 après 547 jours de captivité. Le gouvernement nie avoir payé une rançon mais plusieurs experts affirment le contraire et évoquent l'utilisation de fonds spéciaux. Dans Un président ne devrait pas dire ça..., livre d'entretiens publié en 2016, François Hollande affirme que la France a payé une rançon. Patrick Buisson dans La Cause du Peuple confirme que les rançons sont payés dans le cas des prises d'otages.

### Soutiens
Ils ont fait l'objet de plusieurs manifestations de soutien.
Lors du trois centième jour de captivité, un concert a été organisé à Paris. Le jour de leur libération, leurs collègues leur font une ovation dans l'immeuble de France Télévisions, diffusée en direct.

### Polémiques
L'enlèvement, qui a eu lieu à quelques kilomètres d'une base française et alors que la France est accusée par les États-Unis de mal tenir sa zone, est considéré comme un affront par l'Élysée. Les autorités françaises, invoquant la sécurité des otages, demandent d'abord aux médias et aux familles de tenir l'information secrète, puis de garder l'anonymat des deux journalistes, qui sont nommés pendant des mois seulement par leurs prénoms et sans montrer leurs visages. Néanmoins quelques jours après leur capture, le président Nicolas Sarkozy critique une « imprudence vraiment coupable », et qu'« il leur avait été très clairement demandé de ne pas s'aventurer ainsi parce qu'il y a des risques ». Le 17 janvier 2010, Claude Guéant, secrétaire général de l'Élysée, déclare que les journalistes font « courir des risques à beaucoup de nos forces armées, qui du reste sont détournées de leurs missions principales ». Le général Jean-Louis Georgelin, chef d'état-major des armées françaises, déclare le 21 février 2010 que la recherche a coûté « plus de 10 millions d'euros » et demande un « sens des responsabilités des uns et des autres ». Patrick Buisson déclara que ces propos furent condamnés par la « Sainte-Inquisition Médiatique » et dénonce le fait que le traitement et la solidarité journalistique est sans commune mesure avec les autres otages qui ne sont pas journalistes ou les soldats français morts en Afghanistan. Bernard Kouchner dit qu'il leur « faudra s'expliquer ». Des photos des deux journalistes et un décompte des jours n'apparaissent qu'en avril 2010. Les propos accusateurs contre les deux journalistes sont condamnés par Reporters sans frontières, par les syndicats de journalistes et par Florence Aubenas, marraine de leur comité de soutien et ex-otage en Irak.
Lors de sa prise de parole dans les locaux de France Télévision le 30 juin 2011, lendemain de leur libération, Hervé Ghesquière déclare « Personne ne nous a rien dit. Que cela soit clair ». Pourtant, d'après Jean-Dominique Merchet, des traces écrites montreraient que l'armée française avait bien prévenu les journalistes de France 3.
Yves Debay critiquera très sévèrement la conduite de Taponier et de Ghesquière durant leur séjour en Afghanistan, parlant d'« imbécile ambition des "héros" » et voyant les causes de l'enlèvement dans leur « mélange d'antimilitarisme... additionnée d'une recherche malsaine du sensationnel [ayant] mené au drame de cette prise d'otage qui a causé mort d'homme ». Il évoque également le coût payé pour la libération des deux journalistes (montant avancé de 20 millions d'euros) et les dix-sept chefs talibans libérés à cette occasion.
En novembre 2012, l'auteur Jean-Christophe Notin, spécialiste de l'action des armées et des services secrets en Afghanistan, publie dans l'Express la première véritable enquête sur les conditions de l'enlèvement des deux journalistes en confrontant leurs déclarations avec les témoignages de ceux qui les ont côtoyés sur place.
Le 5 septembre 2013, Hervé Ghesquière est condamné pour diffamation envers l'ancien responsable presse de l'armée à Kaboul. Il a l'intention de faire appel de cette condamnation.
Le 11 octobre 2013, le site spécialisé infosdefense.com publie ce qu'il présente comme un compte-rendu officiel de l'armée mettant en cause le manque de précaution des journalistes français après qu'ils ont été instruits des conditions de sécurité volatile dans la zone de Tagab.
Le 8 décembre 2014, Hervé Ghesquière est condamné en appel à une amende de 2 000 euros avec sursis pour diffamation, ayant qualifié Jackie Fouquereau, ex-lieutenant-colonel porte-parole des forces françaises en Afghanistan, de « lâche ».

## Œuvres
- 547 Jours, Albin Michel, 2012  (ISBN 978-2226243829)
- La Blessure : Sarajevo, la vie après la guerre, Éditions Don Quichotte, 2016  (ISBN 2359494821)